# Carlo Adolfo Cantù
Carlo Adolfo Cantù (21 gennaio 1875 – Torino, 1942) è stato un compositore italiano, principalmente noto per aver musicato l'opera lirica Ettore Fieramosca presentata in anteprima al Teatro Regio di Torino.